# Kersappel
De kersappel (Malus baccata, Engels: crab apple) is een ouderwetse vrucht die vroeger voorkwam in de "appelhoven" van boerderijen en landhuizen. De vrucht groeit aan een steeltje als een kers en wordt ook niet groter dan een forse kers. Wanneer de vrucht echter wordt doorgesneden blijkt dat het een appel is, met het bijhorende klokhuis. Aan het eind van de zomer wordt de vrucht rood en blijft deze rood tot in het volgende voorjaar. De rode vruchten worden gebruikt voor kerstversieringen.
De vruchten zijn erg zuur, maar wel eetbaar. Ze werden vroeger veel gebruikt om op sterke drank of brandewijn te laten trekken.